# Visočane
Visočane falu Horvátországban Zára megyében. Közigazgatásilag Poličnikhoz tartozik.

## Fekvése
Zára központjától légvonalban 13 km-re, közúton 16 km-re északkeletre, községközpontjától 4 km-re északnyugatra, Dalmácia északi részén, Ravni kotar közepén fekszik.

## Története
Ravni kotar legősibb falvai közé tartozik. A falutól északra fekvő temetőben álló régi plébániatemploma a 12. században épült. Első írásos említése 1446-ban történt, amikor plébániája mellett akkori papját is megemlítik. Területe a 14. század végétől velencei uralom alatt állt. 1581-ben Poličnik várának elestével török uralom alá került, majd 1669-ben a kandiai háborút lezáró békével került vissza a Velencei Köztársasághoz. A 18. század végén Napóleon megszüntette a Velencei Köztársaságot. 1797 és 1805 között Habsburg uralom alá került, majd az egész Dalmáciával együtt az Első Francia Császárság része lett. 1815-ben a bécsi kongresszus újra Ausztriának adta, amely a Dalmát Királyság részeként Zárából igazgatta 1918-ig. 1857-ben 190, 1910-ben 298 lakosa volt. Ezt követően előbb a Szerb-Horvát-Szlovén Királyság, majd Jugoszlávia része lett. Lakói főként mezőgazdaságból és állattartásból éltek, de sokan dolgoztak a közeli Zárán is. 2002-ben Ivan Kevrić plébános a falu szülötte kiadta “Visočane” című monográfiáját, melyben feldolgozza a falu történetét, az itt szolgált papok tevékenységét, az iskola történetét, az itt élő családok eredetét, a honvédő háború itteni eseményeit és a néprajzi hagyományokat. A településnek 2011-ben 372 lakosa volt.

## Lakosság
| Lakosság változása | Lakosság változása | Lakosság változása | Lakosság változása | Lakosság változása | Lakosság változása | Lakosság változása | Lakosság változása | Lakosság változása | Lakosság változása | Lakosság változása | Lakosság változása | Lakosság változása | Lakosság változása | Lakosság változása | Lakosság változása |
| ------------------ | ------------------ | ------------------ | ------------------ | ------------------ | ------------------ | ------------------ | ------------------ | ------------------ | ------------------ | ------------------ | ------------------ | ------------------ | ------------------ | ------------------ | ------------------ |
| 1857               | 1869               | 1880               | 1890               | 1900               | 1910               | 1921               | 1931               | 1948               | 1953               | 1961               | 1971               | 1981               | 1991               | 2001               | 2011               |
| 190                | 473                | 211                | 278                | 258                | 298                | 530                | 444                | 506                | 526                | 547                | 534                | 488                | 524                | 396                | 372                |

## Nevezetességei
- Páduai Szent Antal tiszteletére szentelt plébániatemploma a falu közepén áll. A 18. században építették, 1875-ben Josip Toth plébános idejében meghosszabbították, akkor nyerte le mai formáját. 1896-ban, majd 1986-ban teljesen megújították. A templom egyhajós épület, sekrestyével, márvány főoltárán Paduai Szent Antal szobra áll baljában a kis Jézussal, jobbjában fehér liliommal. Berendezéséből említésre méltó még Szent Mihályt ábrázoló fából faragott szobra (eredetije ma a zárai egyházi műtárgyak állandó kiállításán látható), a szintén fából faragott Szeplőtelen fogantatás szobor, valamint a kőből faragott keresztelőkút és szenteltvíztartó. A homlokzat feletti harangtornyában két harang látható. Ezek egyike az I. világháborúban beolvasztásra került, de 1988-ban pótolták. A templom előtt helyezték el 2002-ben a két világháború áldozatainak emlékművét. A plébániaházat a 18. században építették, 1996 és 2000 között bővítették és megújították.[2]
- Mihály arkangyal tiszteletére szentelt régi plébániatemploma a 12. században épült. Több évszázadig szolgált a falu plébániatemplomként. Legértékesebb tárgya az 1497-ben öntött harang, mely az egyik legrégibb megmaradt harang Dalmácia területén. A templomot 1977-ben megújították. Benne egy kőoltár és Szent Antal szobra látható. A templomot a falu temetője övezi.[2]
- A Poličnik felé vezető út mellett egy 1988-ban épített kis úti kápolna áll a Boldogasszony tiszteletére szentelve.